# Municipio San Juan de Capistrano
El Municipio San Juan de Capistrano es uno de los 21 municipios que forman parte del Estado Anzoátegui, Venezuela. recibe su nombre del monje San Juan Capistrano que luchó en Hungría contra la invasión de los turcos otomanos y contribuyó a la victoria de 1456.
El Municipio venezolano está ubicado al noroeste de dicho estado, conocido también como «la puerta de oriente» por tener frontera con el Estado Miranda. Tiene una superficie de 123 km² y una población de 12 315 habitantes (2023). El Municipio Capistrano está dividido en dos parroquias, Boca de Chávez, y Boca de Uchire. Su capital es el poblado de Boca de Uchire.
El turismo es la principal fuente de ingresos del municipio, existe un importante desarrollo en este sector a lo largo de la franja costera.

## Parroquias
- Boca de Uchire
- Boca de Chávez

## Política y gobierno

### Alcaldes
| Período                            | Alcalde             | Partido político / Alianza | % de votos | Notas |
| ---------------------------------- | ------------------- | -------------------------- | ---------- | --- |
| 1995 - 2000                        | Abilió Guaicara     | AD                         | -          | Primer alcalde bajos elecciones directas (se realizaron elecciones generales adelantadas en el 2000 debido a la aprobación de la Constitución de 1999) |
| 2000 - 2004                        | Jose Ángel Bellorin | MDD                        | 29,59      | Segundo alcalde bajo elecciones directas |
| 2004 - 2008                        | Jose Angel Bellorin | MCM                        | 27,92      | Reelecto |
| 2008 - 2013                        | Asdrubal Mendez     | PSUV                       | 36,14      | Tercer alcalde bajo elecciones directas (se postergan 1 año las elecciones municipales pautadas para finales del 2012)                                 |
| 2013 - 2017                        | Alexander Naser     | PSUV                       | 69,07      | Cuarto alcalde bajo elecciones directas |
| 2017 - 2021                        | Alexander Naser     | PSUV                       | 77,67      | Reelecto |
| 2021 - 2025                        | Alexander Naser     | PSUV                       | 81,77      | Reelecto |
| 2025-2029                          | Alexander Naser     | PSUV                       | 87,31      | Reelecto 4to periodo |
| Fuente: Consejo Nacional Electoral |                     |                            |            | |

### Concejo municipal
Periodo 2021 - 2025
| Concejales:       | Partido político / Alianza |
| ----------------- | -------------------------- |
| Andy García       | PSUV                       |
| Humberly Cariaco  | PSUV                       |
| Crisaida Monzón   | PSUV                       |
| Zulianny Guaicara | PSUV                       |
| Xavier Cona       | PSUV                       |